# Радювене
Ра́дювене (болг. Радювене) — село в Ловецькій області Болгарії. Входить до складу общини Ловеч.

## Населення
За даними перепису населення 2011 року у селі проживали 699 осіб.
Національний склад населення села:
| Національність   | Кількість осіб | Відсоток |
| ---------------- | -------------- | -------- |
| болгари          | 618            | 90,7%    |
| турки            | 46             | 6,8%     |
| цигани           | 8              | 1,2%     |
| інша             | 3              | 0,4%     |
| не визначились   | 6              | 0,9%     |
| Всього відповіли | 681            |          |

Розподіл населення за віком у 2011 році:
Динаміка населення: